# Encyclops concinna
Encyclops concinna là một loài bọ cánh cứng trong họ Cerambycidae.